# Entomogramma panthera
Entomogramma panthera là một loài bướm đêm trong họ Erebidae.